# Happy Salma
Happy Salma, znana również jako Jero Happy Salma Wanasari (ur. 4 stycznia 1980 w Sukabumi) – indonezyjska aktorka, modelka, pisarka i reżyserka filmowa.

## Życiorys
Urodziła się 4 stycznia 1980 w Sukabumi. Ma piątkę rodzeństwa. Odkąd była małą dziewczynką, lubiła czytać i pisać. Ukończyła zarządzanie biznesem na Universitas Trisakti. Początkowo pracowała jako modelka, później występowała w wielu sinetronach (indonezyjskich telenowelach).
Zagrała w filmie Gie (2006), a w 2010 roku w 7 Hati 7 Cinta 7 Wanita. Zdobyła nagrodę dla najlepszej aktorki drugoplanowej podczas Indonesian Movie Awards w 2011 roku. Wystąpiła również w tytułowej roli w dramacie historycznym Nana (2022) w reżyserii Kamili Andini.
W 2010 roku wydała również trzy książki.